# Wysokaja Gora (wieś w Tatarstanie)
Wysokaja Gora (ros. Высокая Гора) – wieś w Rosji, w Tatarstanie, w rejonie wysokogorskim. W 2010 liczyła 9589 mieszkańców.